# Le Paria (film, 1969)
Pour les articles homonymes, voir Le Paria et Paria.
Pour plus de détails, voir Fiche technique et Distribution.
Le Paria est un film policier et un film d'action franco-espagnol réalisé par Claude Carliez, sorti en 1969.
Le film débute après le braquage d’un train qui tourne mal, Manu, devenu un paria par désespoir, trouve refuge dans la montagne auprès d’une femme qui vit seule avec son fils. Le gangster veut changer de vie mais Interpol, la police et ses anciens complices sont à ses trousses.

## Synopsis
En 1968, à proximité de la frontière franco-espagnole, l'express Rotterdam-Madrid est stoppé avec maîtrise par une bande d'hommes masqués. Les gangsters réussissent à emporter des valises blindées contenant des diamants et à les transborder dans une camionnette qui attendait tous feux éteints proche de la voie. Mais au dernier moment, un contrôleur téméraire tire sur les bandits, en tue certains et blesse l’un d'eux, Manu, qui parvient néanmoins à s’enfuir avec la camionnette. Alerté par les sirènes de la police, Manu réussit à pousser le véhicule à la mer du haut d’une falaise. José, un adolescent d’une quinzaine d’années, qui a assisté non loin à la scène, se révèle être un précieux allié pour Manu. José l’emmène dans la montagne, chez sa mère Lucia, veuve d’un contrebandier. Celle-ci soigne Manu et lui donne asile. Mis en confiance par José, Manu révèle à Lucia qu’il a tué sa femme et sa petite fille dans un accident de voiture en 1960, drame qui l’a poussé dans la voie de l’illégalité, faisant de lui un paria par désespoir. De son côté, Lucia lui confie son besoin d'affection à cause du poids de sa solitude, depuis la perte de son mari tué, il y a quatre ans, par les carabiniers. Au fil des jours, l'amour s'installe entre eux.
Pendant ce temps, à Barcelone, il y a beaucoup d’agitation. La police espagnole et Interpol mènent une enquête auprès de Silvia Lambert, une esthéticienne qui a bien connu Manu, alias Manuel Thomas, fichier comme activiste d’extrême droite de l'OAS depuis sa participation durant la guerre d’Algérie à des opérations de plasticage à Oran et dans le midi de la France. Devenu hors-la-loi, il est sous surveillance depuis sa sortie de prison. Mais l’inquiétude est aussi grande, depuis sa mystérieuse disparition, pour le gang directeur du hold-up, camouflé sous l'enseigne de l’institut de beauté dirigé par Silvia. Au sein du gang, les soupçons divisent les uns et les autres pour retrouver Manu et les diamants.
Devant son insistance pour aider son ami, Manu finit par accepter d’envoyer José en mission à Barcelone lequel, malgré les barrages de la police, réussit à ramener Silvia auprès de Manu. Celle-ci le met en garde contre Ronaldo Toccelli, le patron des caïds du milieu de Barcelone, qui est prêt à tout pour retrouver les diamants. Mais devant le silence résolu de Manu, Silvia, dévorée par la jalousie de voir qu’il ait trouvé refuge chez une femme, et désireuse de récupérer sa part du butin, rentre à Barcelone pour indiquer le lieu où il se cache à son amant actuel, Rolf, un complice de Manu qui a pu échapper à la fusillade lors de l'attaque du train et qui vient lui demander des comptes.
Ensemble, Manu et Ralf repêchent les valises immergées, repoussent une attaque des hommes de main de Toccelli, et retournent chez Lucia pour trouver un moyen d’écouler les diamants. Et tandis que Ralf part, accompagné de José, pour joindre un revendeur à Andorre, Silvia débarque, sans prévenir, chez Lucia non seulement pour lui reprendre Manu mais pour échapper à Toccelli qui la soupçonne et dont elle a tout à craindre.
Conscient du danger, Manu, Lucia et Silvia se réfugient dans une cabane de bergers indiquée par Lucia. En Andorre, Ralf est arrêté par Toccelli qui lui laisse dix heures pour retrouver les diamants. Mais c’est trop tard, les occupants de la cabane ont été repérés et doivent faire face en même temps à la bande de Toccelli et aux carabiniers. Ces derniers sont nombreux et, bénéficiant du concours de l'aviation, ils anéantissent les gangsters embusqués derrière les rochers. Ralf est tué tandis que Silvia est arrêtée. Manu, après s’être défendu mitraillette à la main, est grièvement blessé. Il obtient néanmoins, avant de mourir, en échange des diamants, une dernière cigarette et la liberté pour Lucia et José.
Manu n'aura pas été un gangster comme un autre. Réalisant le néant de sa vie, paria traqué, acculé, il aura été obligé de se battre, non plus pour lui-même, mais pour Lucia et son enfant, ces deux êtres innocents de toute cette affaire, qui ont cru en lui et qu'il n’aura pu sauver qu'au sacrifice de sa vie.

## Fiche technique
- Titre : Le Paria
- Autres titres : Diamond Rush (anglais), Jaque Mate ou el Paria (espagnol), L’ultimo colpo (italien)
- Réalisation : Claude Carliez
- Scénario original : Claude Rank
- Adaptation, dialogues : Claude Rank, Mireille de Tissot, Santos Alcocer
- Conseiller technique : Maurice Delbez
- Musique originale : Jean-Claude Pelletier
- Montage : Raymond Lamy, assisté de Marie-Claude Carliez
- Images : Jean Gelpi
- Coordinateur des combats et des cascades : Claude Carliez et son équipe
- Cameraman : Jean Benezech
- Opérateur : Gilbert Dassonville
- Cadreur (effets spéciaux) : Jacques Dubourg
- Directeurs de production : Mireille de Tissot, Gines Rodriguez et Jean Lara
- Producteur délégué : Hélène Dassonville
- Co-Production : CERES Films Carlton Continental (Paris) - Santo Alcocer (Madrid)
- Socité de distribution : Les Films Fernand Rivers S.A.
- Pays d'origine :  France |  Espagne
- Genre : Film policier, Film d'action
- Format : couleur
- Durée : 102 min
- Dates de sortie : 
  - France : 10 janvier 1969
- Affiche : Guy-Gérard Noël (France)

## Distribution
- Jean Marais : Manuel Thomas dit Manu
- Marie-José Nat : Lucia, la veuve d'un contrebandier
- Enrique Quique San Francisco : José, le fils de Lucia
- Horst Frank : Rolf, l'ami gangster de Manu
- Nieves Navarro : Silvia, l'ancienne maîtresse de Manu
- Jean Lara : Inspecteur Lara
- Jacques Stany : Walt, surintendant d'Interpol
- Béatrice Delfe : Gisela la danseuse
- Eric Donat : José, un gangster
- Moisés Augusto Rocha : Turchi
- Josep Castillo Escalona : Max
- James Picas : Toccelli
- A. Cadea : Paul
- Les Cascadeurs : Gérard Moisan et Daniel Vérité

## Autour du film - Critique
Délaissant dès 1963 le genre "cape et d'épée", où il fit merveille, au profit des films d’aventure contemporaine ou d'espionnage fantaisiste qu'il aimait particulièrement, Jean Marais avait bien réussi ses premières tentatives en solo dans des rôles de gentleman aventurier (Le Gentleman de Cocody, L'Honorable Stanislas, agent secret), mais l'enthousiasme du public décrut progressivement. En 1968, l’acteur accepta un énième film d'action et cette fois-ci réalisé par son vieux complice de longue date, Claude Carliez. Le Paria est l’unique film réalisé par Claude Carliez (1925-2015), le maître d’armes français auteur des scènes d’action des films de cape et d’épée en particulier ceux interprétés par Jean Marais (Le Capitan, Le Capitaine Fracasse…) et coordinateur des combats, cascades et scènes d’action (Les Mystères de Paris, la trilogie Fantômas …)
De 1960 à 2000, Claude Carliez a aussi coordonné les combats et les cascades d'une multitude de films, dont ceux avec Jean-Paul Belmondo, Louis de Funès, Alain Delon... Il a collaboré à de nombreuses productions étrangères dont deux James Bond : Moonraker et Dangereusement vôtre. Il a été président du Syndicat des cascadeurs français de 1972 à 1984 et président de l'Académie d'armes de France de 1988 à 2012.
Gilles Durieux, auteur d’une biographie de l’acteur, déclare que Carliez prépara pour Jean Marais un scénario sur mesure d’après un roman noir de Claude Rank, illustration d’un genre nouveau celui d’un gangster repenti qui combat seul, ou presque, les fantômes d’un passé criminel qui le poursuit. Un rôle inhabituel pour Marais, celui d’un homme marqué par le destin et tombé du mauvais côté de la loi, mais qui lui permet, une fois encore, de donner la mesure de ses dons athlétiques. L’idée, en soi, n’était pas mauvaise et pouvait permettre au comédien de composer un personnage nouveau sans trahir son passé de héros irréductible.
Christian Durieux, autre biographe, dit que ce héros qui meurt après un suspense habile et des émotions fortes, ne correspond pas vraiment à l'image de l'acteur Marais à l'écran. Sans doute peut-on voir là, à postériori, un symbole de la "mort" du comédien au cinéma. 
Et de son côté, Carole Weisweiller, auteure d’une autre biographie, dit que l’étoile du cinéma commençait à perdre de son éclat car, bien que toujours demandé, il ne réussira pas entièrement à convaincre dans un genre plus favorable à d’autres et où le succès lui sera mesuré. Le Paria sera un échec commercial malgré le soin apporté à la réalisation. Ce sera le dernier film d’action de Marais.
Coproduction franco-espagnole avec de faux airs de film de casse à l'anglo-saxonne, Le Paria est un film de braquage ferroviaire. Si le générique d'ouverture avec l’attaque du train est prometteur, avec des scènes d'action relativement nombreuses, tournées caméra sur l’épaule, soutenues par une musique entrainante, le point négatif du film est qu’il n’y a guère de surprise dans ce scénario convenu. Les traîtrises entre les gangsters et les retournements de situation restent classiques. Carliez ne maitrise pas la réalisation, et cela se fait sentir. La narration est faible, les péripéties pas toujours bien enchainées, le montage problématique.
Reste surtout un Jean Marais qui, donnant tout ce qu'il a, voit son jeu d’acteur trop bon pour un personnage aussi terne, et des cascades trop belles pour une mise en scène aussi négligée. Portant la cinquantaine bien mûre, on sent qu'il cherche à être plus agressif, avec ce blouson de cuir et cette coupe de cheveux rase, moins romantique, orientant sa démarche vers des années 1970 qui feront la part belle aux anti-héros. 
Reste un moment cinématographique sympathique et finalement assez mouvementé, sorte de chant du cygne d'un acteur qui allait, après Peau d’Âne (1970), se retirer momentanément du cinéma au profit du théâtre et de la sculpture.
Le Paria a été édité en DVD par la société Gaumont